# Morfem
Morfem – najmniejsza grupa fonemów, która niesie ze sobą określone znaczenie i której nie można podzielić na mniejsze jednostki znaczeniowe. Jest elementarną jednostką morfologii, jednym z uniwersaliów językowych. Najważniejszym, głównym morfemem jest rdzeń.
Morfemy mają często kilka postaci fonetycznych (wariantów) – tzw. allomorfów.

## Klasyfikacja morfemów
Przy klasyfikacji morfemów bierze się zazwyczaj pod uwagę dwa kryteria: funkcję oraz łączliwość. Funkcje morfemów są dwojakie – funkcja semantyczna oznacza odniesienie do zjawisk pozajęzykowych, do świata rzeczywistego, funkcja syntaktyczna zaś polega na sygnalizowaniu relacji wewnątrztekstowych (np. w zdaniu Idę szerokim chodnikiem morfem im sygnalizuje syntaktyczną podrzędność względem rzeczownika). Drugie z kryteriów podziału – łączliwość – dzieli morfemy na występujące samodzielnie (np. tu, dziś, tam) oraz związane (kot-, pies-).
Można wyróżnić trzy odrębne typy morfemów:
- morfemy leksykalne (rdzenne), samodzielne lub związane, obecne w każdym leksemie, o dominującej funkcji semantycznej, które odsyłają do świata pozajęzykowego, pełniąc funkcję referencjalną (np. kot-, pies-/ps-),
- morfemy słowotwórcze, niesamodzielne, o dominującej funkcji semantycznej, współtworzące leksemy pochodne, do tej grupy zaliczamy prefiksy (np. za- w zanieść), interfiksy (np. -o- w parowóz) oraz sufiksy (np. -ek w kotek),
- morfemy fleksyjne (gramatyczne), niesamodzielne, o dominującej funkcji syntaktycznej, tworzące konstrukcje regularne, sygnalizujące podrzędność syntaktyczną (np. -em w kotem sygnalizuje, że nastąpiła konotacja rzeczownika w narzędniku).

Istnieją też tzw. morfemy zerowe – nieprzedstawiające sobą żadnego dźwięku.

## Przykład struktury morfemowej
Robotnicy idą do fabryki
- morfem robot – oznaczający pracę;
- morfem nic – allomorf morfemu nik oznaczającego wykonawcę czynności;
- morfem y – mianownik liczby mnogiej rzeczowników rodzaju męskiego, wymusił on wybór formy nic zamiast nik;
- morfem id – oznaczający poruszanie się;
- morfem ą – trzecia osoba, liczba mnoga, czas teraźniejszy;
- morfem do – kierunek ruchu;
- morfem fabryk – fabryka;
- morfem i – dopełniacz liczby pojedynczej rzeczowników rodzaju żeńskiego.

## Przykłady podziału wyrazów na morfemy
1. dom, domek, domeczek
dom – ø : dom – ek – ø : dom – ecz- ek – ø
(gdzie ø oznacza zero morfologiczne)
- morfemy leksykalne: dom
- morfemy słowotwórcze: -ek, -ecz
- morfemy fleksyjne: ø
- alternacja: k : č

2. głowa, główka
głow – a : głów – k – a
- morfemy leksykalne: głow, głów
- morfemy słowotwórcze: -k-
- morfemy fleksyjne: -a
- alternacja: o : ó

3. mózgu, móżdżek
mózg – u : móżdż – ek – ø
- morfemy leksykalne: mózg, móżdż
- morfemy słowotwórcze: -ek
- morfemy fleksyjne: -u, ø
- alternacja: g : dż

4. napisała
na – pis – a – ł – a
- morfemy leksykalne: pis
- morfemy słowotwórcze: na-
- morfemy fleksyjne: -a
- flektywy – przyrostek tematu czasu przeszłego: -a-
- morfem czasu przeszłego: -ł-